# باد بوکلت
باد بوکلت (به آلمانی: Bad Bocklet) یک منطقهٔ مسکونی در آلمان است که در Bad Kissingen واقع شده‌است. باد بوکلت ۴٬۵۶۹ نفر جمعیت دارد.